# جيم دوغان
جيم دوغان (بالإنجليزية: Jim Duggan)‏ (14 يناير 1954) مصارع أمريكي محترف متقاعد كان أول ظهور له في حلبات المصارعة عام 1979 ويعتبر أول فائز على الإطلاق في أول حدث لمهرجان الرويال رامبل عام 1988 .

## روابط خارجية
- جيم دوغان على موقع دبليو دبليو إي (الإنجليزية)
- جيم دوغان على موقع WrestlingData.com (الإنجليزية)
- جيم دوغان على موقع CageMatch worker (الإنجليزية)
- جيم دوغان على موقع قاعدة بيانات المصارعة على الإنترنت (الإنجليزية)
- جيم دوغان على موقع عالم المصارعة على الإنترنت (الإنجليزية)

- Official Site
- WWE Hall of Fame Profile
- GFW profime نسخة محفوظة 21 مايو 2015 على موقع واي باك مشين.
- جيم دوغان على موقع IMDb (الإنجليزية)
- جيم دوغان على موقع ميوزك برينز (الإنجليزية)
- جيم دوغان على موقع قاعدة بيانات الفيلم (الإنجليزية)